# Streichquartett g-Moll (Debussy)
Das Streichquartett in g-Moll (op. 10) ist das einzige Streichquartett von Claude Debussy.

## Entstehung und Aufbau
Debussy komponierte das Werk 1893 im Alter von 31 Jahren. Er war zu der Zeit in Frankreich bereits ein vielbeachteter Komponist, insbesondere nach seinem Gewinn des renommierten Prix de Rome im Jahr 1884. Die für ihn später charakteristische eigene Tonsprache entwickelte sich jedoch erst zu eben jener Zeit, in der das Streichquartett entstand, dem ein Jahr später das als eines seiner Hauptwerke geltende Prélude à l’après-midi d’un faune folgte.
Debussy löste sich mit seiner Komposition erstmals merklich von den gerade das Genre des Streichquartetts prägenden kompositorischen Vorgaben der Wiener Klassik, ohne sie gänzlich aufzugeben. Verschiedene Musikeinflüsse des neugierigen Debussy lassen sich im Werk auch anhand seiner autobiographischen Auskünfte nachvollziehen, so seine Interesse an zeitgenössischen russischen und deutschen Kompositionen, javanischer Gamelan-Musik, Pentatonik und anderen musikalischen Einflüssen außerhalb seines direkten Umfelds.
Im Streben nach einer Symbiose aus verschiedenen Musikstilen wurde er unter anderem von Edvard Grieg, insbesondere seinem Streichquartett, inspiriert, das zyklische Konzept seines Werks mit einem in allen Sätzen wiederkehrenden Motiv erinnert an die Musik César Francks. Das Quartett ist zwar klassisch viersätzig konzipiert, die Anordnung der Sätze zwei und drei (Scherzo und ein langsames Andantino) ist jedoch ungewöhnlich. Die Satzbezeichnungen lauten:
- Animé et très décidé
- Assez vif et bien rythmé
- Andantino, doucement expressif
- Très modéré - Très mouvementé et avec passion

Das Werk wurde am 29. Dezember 1893 in Paris vom Ysaÿe-Quartett uraufgeführt.

## Rezeption
Das Quartett wurde vom zeitgenössischen Publikum gemischt aufgenommen und von traditionalistischen Kritikern teilweise scharf attackiert. Es gilt heute als Meilenstein im Schaffen Debussys und beeinflusste spätere Kompositionen auch und gerade dieses Genres, darunter die Streichquartette von Béla Bartók, Zoltán Kodály und Maurice Ravel.